# Oxyrhachis malabaricus
Oxyrhachis malabaricus är en insektsart som beskrevs av Ananthasubramanian 1980. Oxyrhachis malabaricus ingår i släktet Oxyrhachis och familjen hornstritar. Inga underarter finns listade i Catalogue of Life.